# Journalistenbesluit
Het Journalistenbesluit (Verordeningenblad 83/1941) was een op 2 mei 1941 door de Duitse bezetter ingestelde wetsbepaling en omvatte een formele regeling van functie en taak van de Nederlandse journalist.
Het Journalistenbesluit 'verhief' de journalistiek van particuliere aangelegenheid tot openbare taak. Het regelde van staatswege de daaraan verbonden beroepsplichten en -rechten en in die zin was het een uitnemend voorbeeld van nationaalsocialistische cultuurpolitiek. Het Journalistenbesluit bracht tot stand waarvoor de vooroorlogse journalistenorganisaties jarenlang hadden gepleit en geijverd. 
Het was echter een product van de Nieuwe Orde, die vanzelfsprekend beoogde de journalisten in te schakelen in de nieuwe, nationaalsocialistische ordening der samenleving. De beschermde positie die het Journalistenbesluit bood was in de praktijk slechts weggelegd voor journalisten die bereid waren, of die meenden geen alternatief te hebben, om zich te voegen naar de eisen die aan de 'nieuwe journalistiek' gesteld werden. 
Het Journalistenbesluit was een vrijwel letterlijke vertaling van het Duitse Schriftleitergesetz van 1933.
 Portaal: Fascisme en nationaalsocialisme in Nederland · Fascisme · Nationaalsocialisme